# Colette Thomas
Colette Thomas (Parigi, 10 febbraio 1929 – Antony, 31 marzo 2001) è stata una nuotatrice francese.
Specializzata nello stile libero, ha partecipato ai Giochi di Londra 1948, di Helsinki 1952, e di Melbourne 1956, gareggiando, in tutti gli eventi olimpici, nei 400m sl, mentre nel torneo del 1948, anche nella Staffetta 4x100m sl.